# Доланд (Південна Дакота)
Доланд (англ. Doland) — місто (англ. city) в США, в окрузі Спінк штату Південна Дакота. Населення — 199 осіб (2020).

## Географія
Доланд розташований за координатами 44°53′40″ пн. ш. 98°5′59″ зх. д. / 44.89444° пн. ш. 98.09972° зх. д. (44.894492, -98.099850).  За даними Бюро перепису населення США в 2010 році місто мало площу 1,52 км², уся площа — суходіл.

## Демографія
Згідно з переписом 2010 року, у місті мешкало 180 осіб у 95 домогосподарствах у складі 47 родин. Густота населення становила 118 осіб/км².  Було 131 помешкання (86/км²).
Расовий склад населення:
| - 98,9 % — білих - 0,6 % — корінних американців |

До двох чи більше рас належало 0,6 %. Частка іспаномовних становила 1,7 % від усіх жителів.
За віковим діапазоном населення розподілялося таким чином: 15,6 % — особи молодші 18 років, 65,5 % — особи у віці 18—64 років, 18,9 % — особи у віці 65 років та старші. Медіана віку мешканця становила 50,2 року. На 100 осіб жіночої статі у місті припадало 89,5 чоловіків;  на 100 жінок у віці від 18 років та старших — 105,4 чоловіків також старших 18 років.
Середній дохід на одне домашнє господарство  становив 69 612 долари США (медіана — 53 125), а середній дохід на одну сім'ю — 76 433 долари (медіана — 79 063). Медіана доходів становила 50 313 долари для чоловіків та 30 938 доларів для жінок. 
Цивільне працевлаштоване населення становило 124 особи. Основні галузі зайнятості: освіта, охорона здоров'я та соціальна допомога — 22,6 %, сільське господарство, лісництво, риболовля — 16,1 %, роздрібна торгівля — 13,7 %, транспорт — 11,3 %.